# لیونل وانجیونی
لیونل خسوس وانجیونی رنخل (اسپانیایی: Leonel Jesús Vangioni Rangel‎؛ زادهٔ ۵ مهٔ ۱۹۸۷) بازیکن فوتبال آرژانتینی است که به عنوان دفاع چپ برای باشگاه نیولز اولد بویز بازی می‌کند.

## افتخارات
ریور پلاته
- لیگ برتر فوتبال آرژانتین (۱): ۲۰۱۴
- جام سودامریکانا (۱): ۲۰۱۴
- جام لیبرتادورس (۱): ۲۰۱۵

میلان
- سوپرجام فوتبال ایتالیا (۱): ۲۰۱۶

مونتری
- دسته برتر فوتبال مکزیک (۱): ۲۰–۲۰۱۹
- لیگ قهرمانان کونکاکاف (۱): ۲۰۱۹

فردی
- ترکیب منتخب دسته برتر فوتبال مکزیک: ۲۰۱۷